# Daqinggou Shuiku
Daqinggou Shuiku (kinesiska: 大青沟水库) är en reservoar i Kina. Den ligger i provinsen Liaoning, i den nordöstra delen av landet, omkring 140 kilometer nordväst om provinshuvudstaden Shenyang. Daqinggou Shuiku ligger 165 meter över havet. Trakten runt Daqinggou Shuiku består till största delen av jordbruksmark.
Genomsnittlig årsnederbörd är 918 millimeter. Den regnigaste månaden är juli, med i genomsnitt 169 mm nederbörd, och den torraste är januari, med 7 mm nederbörd.